# Autologe Matrixinduzierte Chondrogenese
Die Autologe Matrixinduzierte Chondrogenese (AMIC) (syn. Autogene Matrixinduzierte Chondrogenese) ist ein biologisches Operationsverfahren zur Behandlung und Reparatur von geschädigtem Gelenkknorpel. Hierbei handelt sich um eine Modifikation der Mikrofrakturierung, einer Technik zur Behandlung kleiner Knorpeldefekte, bei der zusätzlich eine zweischichtige Kollagen-I/III-Membran aufgetragen wird. Das Akronym AMIC ist ein Markenname, an dem die Ed. Geistlich Söhne AG die Rechte besitzt.
AMIC bewirkt eine Schmerzlinderung und Wiederherstellung der Gelenkfunktion und soll letztlich eine vollkommene Wiedererlangung der Beweglichkeit ermöglichen, so dass eine Rückkehr zum gewohnten Lebensstil und Aktivitätsniveau möglich wird. Es verlangsamt den Verschleiß des Gelenkknorpels mit dem Ziel, auf einen teilweisen oder vollständigen Ersatz des Kniegelenks (Knieprothese) verzichten oder diesen hinauszögern zu können.

## Hintergrund
Das AMIC-Verfahren wurde erstmals im Jahr 2003 von Behrens vorgeschlagen. Es zielt auf eine Ausweitung der operativen Mikrofrakturierung auf größere Knorpeldefekte über 2,5 cm² Fläche ab.
AMIC basiert auf Mikrofrakturierung; hierbei wird das Selbstheilungspotenzial des Körpers nutzbar gemacht. Dabei treten Blut und Knochenmark aus winzigen Bohrungen in der subchondralen (den Knorpel tragenden) Knochenplatte aus und füllen den geschädigten Knorpelbereich mit einem Blutgerinnsel, dem so genannten „Superthrombus“. Dieses Blutgerinnsel enthält alle Bausteine (z. B. Vorläuferzellen, mesenchymale Stammzellen (MSC), Zytokine und Wachstumsfaktoren), die zur Bildung von neuem Knorpelreparaturgewebe als Reaktion auf die entstandene Verletzung benötigt werden. Durch Auftragen einer Kollagenmembran auf den sich bildenden Superthrombus wird dieser fixiert und insgesamt stabilisiert. Sie verbessert zudem die Füllung des Primärdefekts, was ein wichtiger Parameter für ein gutes Ergebnis ist. Darüber hinaus wird durch das Auftragen eines Kollagengerüsts eine geschützte Umgebung geschaffen, in der sich Zellen festsetzen, vermehren und Reparaturgewebe bilden können. Die für AMIC ursprünglich propagierte Kollagenmembran (vertrieben unter dem Markennamen 'Chondro-Gide') ist aus zwei als „Bilayer-Struktur“ bezeichneten Schichten aufgebaut, einer dichten, kompakten Schicht und einer porösen Schicht. Ihre klinische Wirksamkeit bei der autologen Chondrozytenimplantation, einer weiteren Methode zur Reparatur von Knorpelläsionen, wurde ausgiebig studiert.
Die AMIC Operationsmethode wird gegenwärtig zur Behandlung von Knorpelschäden im Knie, im Sprunggelenk am Sprungbein (Talus) und in der Hüfte angewandt.

## Verfahren
Die für die Autologe Matrixinduzierte Chondrogenese (AMIC) erforderliche Operation wird in einem einzigen Durchgang durchgeführt. Nach einer arthroskopischen Abklärung des Knorpelschadens und der Entscheidung für das AMIC-Verfahren wird eine Miniarthrotomie durchgeführt. Zuerst wird der Knorpelschaden freigelegt und gereinigt, wobei alle instabilen, degenerierten Knorpelteile einschließlich der verkalkten Knorpelschicht sorgfältig entfernt werden. Danach wird mit einem sterilen, formbaren Material (z. B. Aluminiumfolie) ein Abdruck der Läsion angefertigt und auf die Kollagenmembran übertragen, die dann auf die richtige Form zugeschnitten wird.
Mit einer speziellen Ahle bohrt der Operateur anschließend winzige Löcher/Frakturen in die subchondrale Knochenplatte („Mikrofrakturierung“). Dadurch können Blut und Knochenmark austreten und ein Blutgerinnsel bilden, das die notwendigen Bausteine zur Knorpelbildung enthält.
Die auf Form zugeschnittene Kollagenmembran wird entweder mit Fibrinkleber (autologer Herkunft oder als Handelsprodukt) oder mittels Naht auf den Mikrofrakturbereich aufgebracht. Durch Beugung des Gelenks wird die stabile Positionierung der Membran verifiziert und die Wunde anschließend verschlossen.
Eine kritische Phase und im Grunde unverzichtbare Voraussetzung für den Erfolg des AMIC-Verfahrens ist das anschließende Rehabilitationsprogramm, das strikt eingehalten werden muss. Hierzu existieren Richtlinien und Empfehlungen, die jedoch an die Bedürfnisse des jeweiligen Patienten angepasst werden müssen.

## Klinische Ergebnisse
Es sind eine Reihe von allgemeinen Faktoren bekannt, die sich auf das klinische Ergebnis nach einer Knorpelreparatur auswirken, unabhängig von der angewandten Methode. Dazu gehören das Geschlecht und das Alter des Betroffenen, die Größe und genaue Lage des Gelenkknorpeldefekts, die verwendete Operationstechnik und das Protokoll für die postoperative Rehabilitation. Letzteres hat sich für die Mikrofrakturierung und somit auch für AMIC als besonders wichtig erwiesen.
Die operative Mikrofrakturierung wurde Ende der 1980er und Anfang der 1990er Jahre von Steadman entwickelt. Sie ist eine gut dokumentierte Knorpelreparaturtechnik und Erstbehandlungsoption bei kleinen Knorpelläsionen. AMIC wurde unter der Vorgabe entwickelt, bestimmten Nachteilen der operativen Mikrofrakturierung abzuhelfen, z. B. das variable Volumen des neu gebildeten Knorpelgewebes und die funktionelle Verschlechterung im Laufe der Zeit. Zusätzlich war es die Absicht, eine einfache Technik zu entwickeln durch die das sich bildende, empfindliche Blutgerinnsel in größeren Defekten fixiert werden konnte und um möglicherweise die Chondrogenese (Knorpelbildung) der mesenchymalen Stammzellen zu verbessern.
Die erste In-vitro-Arbeit, in der die Fähigkeit einer Kollagenmembran zur Anlagerung von knorpelbildenden Zellen (z. B. MSC) aus Knochenmark beschrieben wurde, wurde 2006 von Kramer et al. publiziert. Nach der Perforation des subchondralen Knochens (Mikrofrakturierung) wurde die Kollagenmembran auf den sich bildenden Superthrombus aufgebracht. Danach wurden MSC aus einem winzigen Überschuss von mit Knochenmark durchsetzter Membran entnommen. Es konnte nachgewiesen werden, dass diese sich erfolgreich zu adipogenen, osteogenen (Fett- und Knochen bildenden) und – am wichtigsten – zu chondrogenen Linien differenziert hatten. Als Chondrogenese bezeichnet man den Prozess der Knorpelbildung aus kondensierendem Mesenchymgewebe, das sich zu Chondrozyten differenziert und dann die Moleküle abzuscheiden beginnt, aus denen sich die extrazelluläre Matrix (d. h. das Knorpelreparaturgewebe) bildet.
In einer anderen In-vitro-Studie gingen Dickhut et al. der Frage nach, ob eine Kombination aus Kollagenmembran (Chondro-Gide) und Fibrinkleber eine In-vitro-Chondrogenese von MSC unterstützen und eine lokale Freisetzung des bioaktiven transformierenden Wachstumsfaktors β1 (TGF-β1) erlauben würde. Die Forscher konnten zeigen, dass die Kombination eine hohe Biofunktionalität mit verbesserter Chondrogenese und lokaler Langzeitversorgung mit TGF-β1 ermöglichte. TGF-β1 ist ein vom Körper abgeschiedenes Protein, das an zahlreichen Zellfunktionen beteiligt ist, so z. B. an der Regelung des Zellwachstums sowie an der Wucherung und Differenzierung sowie dem „programmierten“ Absterben von Zellen (Apoptose). Darüber hinaus konnten Dickhut et al. zeigen, dass die Formstabilität des sich bildenden Reparaturgewebes im Vergleich zu kollagenmembranfreien Konstrukten verbessert war.
Das Aufbringen von einem Kollagengerüst auf mikrofrakturierte Knorpelläsionen wurde auch in einer von Gille et al. durchgeführten Studie an Schafen untersucht. Es konnte gezeigt werden, das die Dicke des Reparaturgewebes bei Verwendung eines Gerüsts, insbesondere einer Kollagen-I/III-Membran, im Vergleich zu einer alleinigen Mikrofrakturierung größer war. Hieraus schlossen die Autoren, dass die Bildung von Reparaturgewebe dadurch angeregt wurde. Der gleiche Autor berichtete im Jahr 2010 auch über erste klinische Ergebnisse mit der AMIC-Technik. In diese Prospektive Studie wurden insgesamt 27 Patienten aufgenommen, die sich zwischen 2003 und 2005 einer AMIC-Operation unterzogen hatten. Die Nachkontrolldauer betrug 24 bis 62 Monate, bei einem Mittelwert von 37 Monaten. Das Alter der Patienten betrug im Mittel 39 Jahre (Altersspanne: 16 bis 50 Jahre). Die mittlere Defektgröße betrug 4,2 cm² (Größenspanne: 1,3–8,8 cm²). Drei Patienten mussten die Studie verlassen. 20 der befragten 23 Patienten antworteten, dass sie hoch zufrieden mit den Ergebnissen der Operation waren und sprachen insgesamt von einer Verbesserung der Kniefunktion. Die angewandten Ergebnis-Scores (Lysholm, ICRS, Meyer, Tegner, Cincinnati) zeigten über 24 Monate hinweg eine signifikante Zunahme, bei einer leichten Abnahme ab dem dritten Jahr nach der Operation. Patienten mit Läsionen von über 8 cm² hatten deutlich reduzierte Scores. Gille et al. schlossen hieraus, dass die Behandlung von chondralen Knieläsionen mit der AMIC-Technik bei entsprechender Fallauswahl wirksam und sicher ist.
Eine weitere klinische Beschreibung der AMIC-Technik und ihrer frühen Ergebnisse finden sich in den Arbeiten von Benthien, de Girolamo, Wiewiorski und Valderrabano.
Die klinischen Ergebnisse beschränken sich mit einer Ausnahme auf Fallserien und andere nicht-vergleichende Studien. Die von Anders et al. im Jahr 2013 veröffentlichte randomisierte kontrollierte Studie (RCT) hat eine Beurteilung der Wirksamkeit und Sicherheit von AMIC gegenüber Mikrofrakturierung zum Ziel. Bei den angewandten Ergebnis-Scores (modifizierter ICRS, modifizierter Cincinnati, VAS Schmerz) sind keine signifikanten Unterschiede zwischen beiden Behandlungsmethoden erkennbar. Die radiologische Auswertung zeigt leicht schlechtere Ergebnisse für AMIC, vor allem in Bezug auf die Oberfläche des regenerierten Gewebes und den Grad der Integration. Aufgrund der niedrigen Fallzahlen, Schwächen in der Studienplanung und -durchführung sowie kurzer Beobachtungszeiträume, ist die Studie in ihrer Aussagekraft limitiert.
Die 5-Jahres-Nachuntersuchung derselben Studie wurde 2018 von Volz publiziert und zeigt für die beiden AMIC-Gruppen im Vergleich zur Mikrofrakturierungsgruppe signifikant bessere Resultate in Bezug auf die Kniefunktion. Auch in Bezug auf die Schmerzscores wurden mit AMIC – wenn auch nicht statistisch signifikant – bessere Resultate erzielt. Die Langzeitstudien von Schiavone-Panni (7 Jahre Follow-up) sowie de Girolamo (9 Jahre Follow-up) bestätigen, dass mit der AMIC-Technik bei fokalen Knorpel-/Knochenläsionen eine dauerhafte Verbesserung der Kniefunktion sowie eine Reduktion der Knieschmerzen erreicht werden kann. Die AG Geweberegeneration – eine Arbeitsgruppe der Deutschen Gesellschaft für Orthopädie und Traumatologie empfiehlt das AMIC Verfahren im Knie für Knorpelläsionen um 2,5 cm² im Sprunggelenk für Knorpel-/Knochenläsionen ab 1,5 cm² und in der Hüfte für Knorpeläsionen kleiner als 1,5 bis 2 cm².

## Weiterentwicklungen
Als eine vielversprechende Weiterentwicklung zu den zweidimensionalen Membranen erhielt eine neuartige Chitosan-basierte gelartige Biomatrix (BST-CarGel) im April 2012 die Zulassung als Medizinprodukt im Sinne der Richtlinie 93/42/EWG.
Die Biomatrix wird zunächst mit autologem Blut vermischt und anschließend auf den gesäuberten mikrofrakturierten Knorpeldefekt aufgetragen. Sie stabilisiert und schützt das Blutgerinnsel, ist biologisch abbaubar und unterstützt den natürlichen Wundheilungsprozess. Das Einbringen kann arthroskopisch erfolgen.
In einer internationalen, randomisierten klinischen Studie, untersuchen Stanish et al. die Wirksamkeit und Sicherheit der Biomatrix im Vergleich zur Mikrofrakturierung. Die Ergebnisse der klinischen Phase III Studie wurden auf dem 10. Weltkongress der International Cartilage Repair Society (ICRS) vom 12. bis 15. Mai 2012 in Montreal, Québec, Kanada, vorgestellt. Die Studie zeigt, dass sowohl der Füllungsgrad als auch die Qualität des neuen Gewebes nach einer Behandlung mit der gelartigen Biomatrix statistisch signifikant besser waren als nach einer Mikrofrakturierung, bei einem vergleichbaren Sicherheitsprofil.